# Pfarrkirche Ötztal-Bahnhof

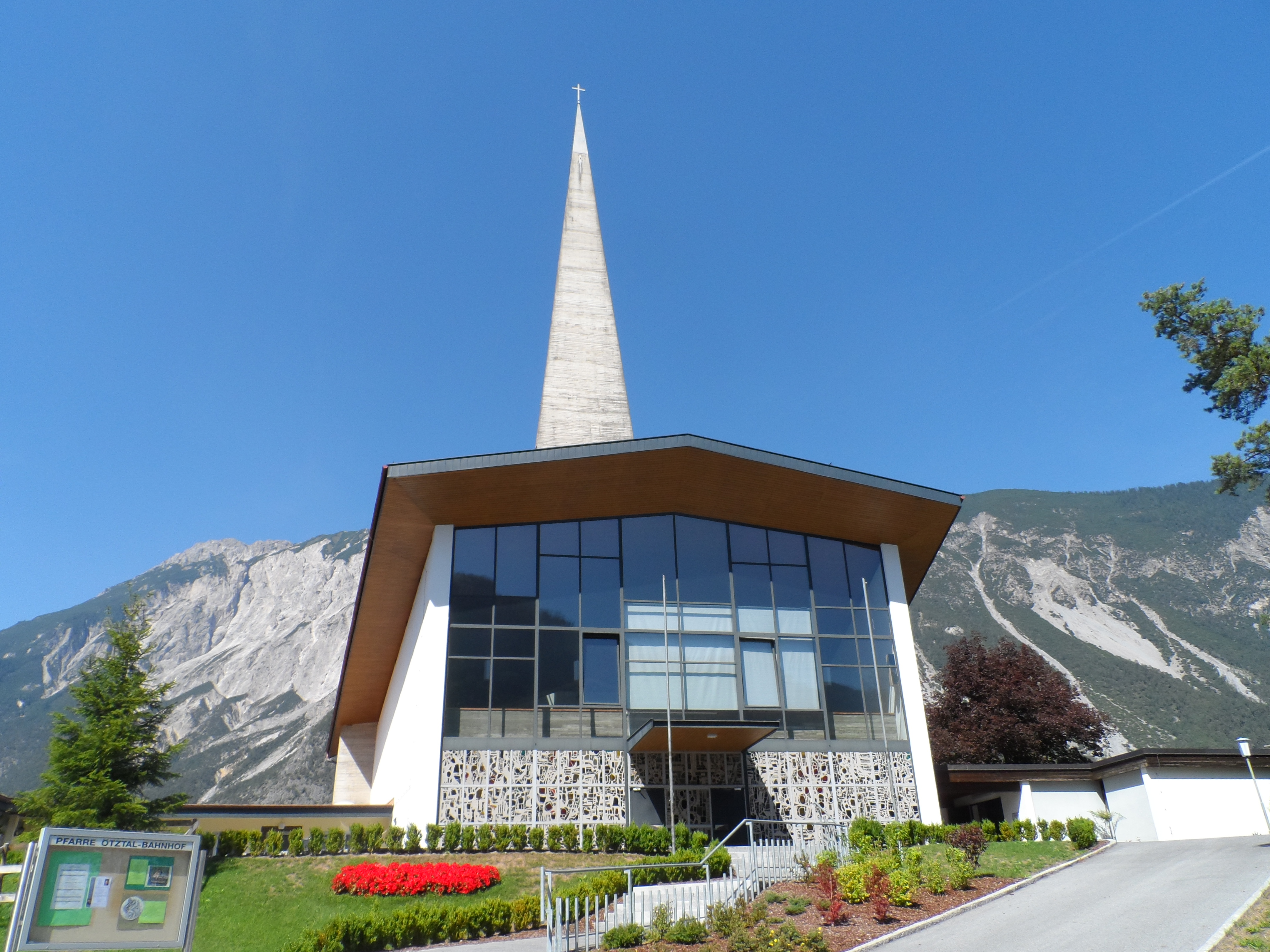
Kath. Pfarrkirche hl. Josef der Arbeiter in Ötztal-Bahnhof

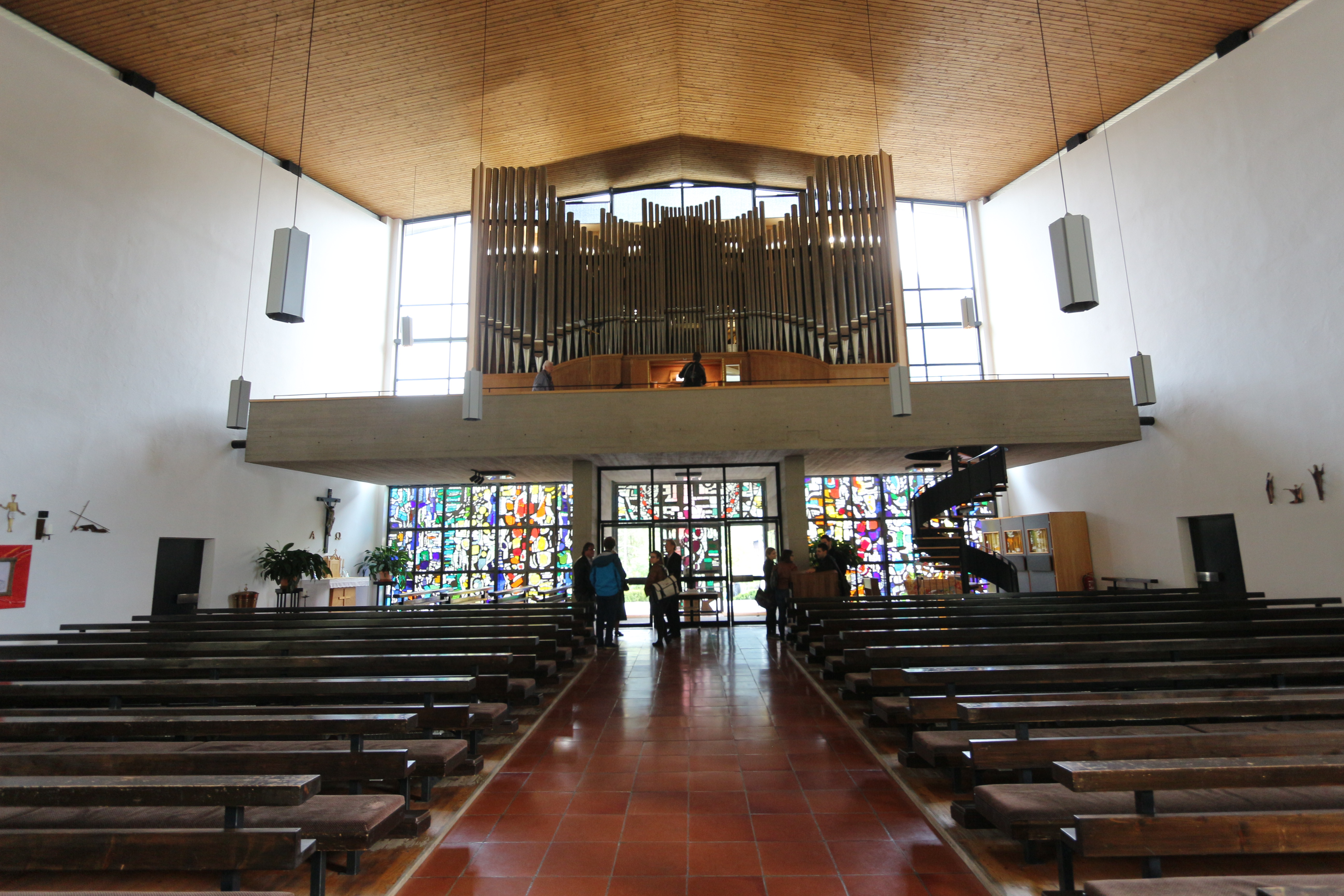
Empore mit Walcker-Orgel

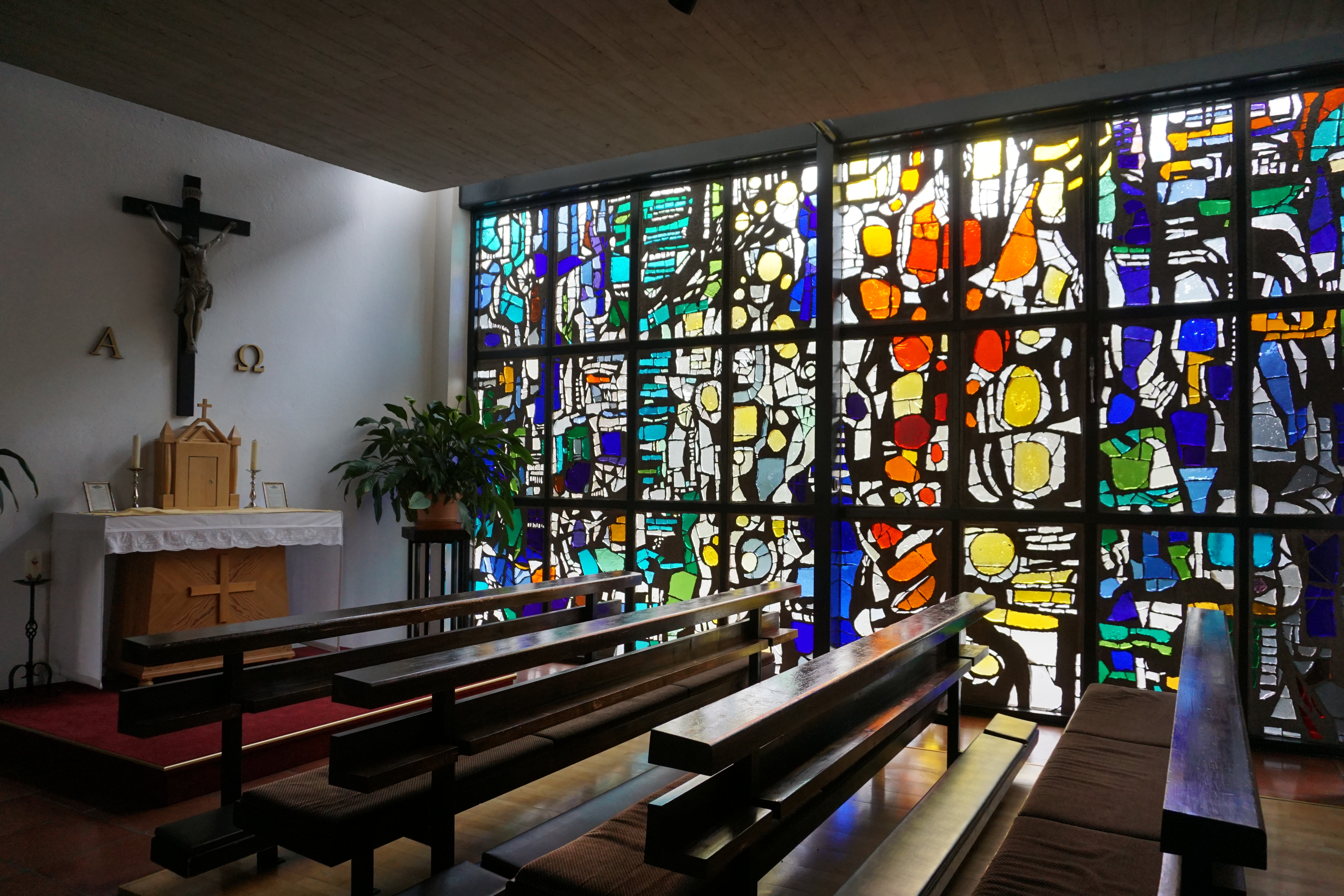
Betonglasfenster

Die römisch-katholische Pfarrkirche Ötztal-Bahnhof steht im Ort Ötztal-Bahnhof in der Tiroler Gemeinde Haiming im Bezirk Imst. Die Pfarrkirche hl. Josef der Arbeiter gehört zum Dekanat Silz der Diözese Innsbruck. Die Pfarrkirche steht unter Denkmalschutz.
Die Kirche steht auf einem Schuttkegel der Ötztaler Ache. Erbaut wurde die Kirche von 1962 bis 1964 nach den Plänen der Architekten Sepp Salzburger und Wilhelm Adamer. Die Einrichtungen Ambo, Tabernakel und Taufbecken wurden in Beton nach Entwürfen des Künstlers Herbert Barthel gebildet. Die Betonglasfenster schuf 1964 die Glasmalerin Inge Höck. Die Kreuzwegstationen sind Werke des Malers H. Stilhard. 
Anfangs war die Kirche mit einer, hinsichtlich Klangfülle unzureichenden, elektronischen Orgel von 1969 ausgestattet. Seit 2016 befindet sich die Walcker-Orgel op 3340, Baujahr 1955 der ehemaligen Innsbrucker Stadtsäle in der Pfarrkirche. Sie hat 46 Register mit 3254 Pfeifen, die auf Schleifladen stehen, verteilt auf drei Manuale und Pedal.